# Grófo-Kozák László
Grófo-Kozák László, korábban Kis Grófo, eredeti nevén Kozák László (Szolnok, 1993. május 18. –) magyarországi roma popénekes, aki a tartalommegosztó csatornákon vált népszerűvé, főként 2012-es No roxa áj illetve 2015-ös Bulibáró című dalaival. Dalai műfaját „mulatásinak” nevezi.

## Életpályája
Édesapja is zenész volt – idősebb Kozák László Grófo művésznéven muzsikált, 2020-ban hunyt el. A Kis Grófo művésznév az édesapjára is utal. 2006-ban kezdett el énekelni, és 2006 decemberében jelent meg az első albuma DVD-n, amit az édesapjával készített. 2009-ben jelent meg Gigolo albuma. 2011-ben a Rázd meg a tested című dalával jelentkezett. Jollyval 2012-ben a No roxa ájjal, 2013-ban a Lej mamo lej arattak nagy sikert.
Kis Grófo No roxa áj (2012), illetve a Bulibáró (2015) című dalai több milliós nézettséget értek el a tartalommegosztó csatornákon (pl. YouTube).
Kis Grófo 2015 őszén  a Super TV2 Édes élet című reality műsorában is szerepelt mint maga.
2019. április 27-én bejelentette, hogy hivatalosan is felvette a Grófo nevet, teljes neve: Grófo-Kozák László lett.
2021. február 23-án jelent meg a hír, hogy nevét Nagy Grófóra változtatta.

## Díjak
- Fonogram-díj – Az év hagyományos slágere: Bulibáró (2016)
- A Nézését meg a járását 11 nyelven dupla platinalemez lett.

Magyar Fesztiválok:  
VOLT Fesztivál, Sziget Fesztivál, EFOTT,  Strand Fesztivál, Campus, BB fesztivál, stb...

## Diszkográfia
Album
- Bulibáró (2015)

Ismertebb dalai
- A nézését meg a járását (2015)
- Bella ciao (2014)
- Bulibáró (2015)
- Dali dali léj
- Don perion
- El megyek én mulatni
- Las Vegas
- No roxa áj
- Olaszosan
- Rázd meg a testedet
- Vedd fel az öltönyöd
- #Lávkóma (2017)
- Kameszito (2018)
- Bulibáró (2015)
- Fokozzuk fel! (2015)
- Gyere táncoljunk! (2019)